# 角川站
角川站（日语：／ Tsunogawa eki */?）是一個位於岐阜縣飛驒市河合町小無雁（こむかり）、屬於東海旅客鐵道（JR東海）高山本線的鐵路車站。

## 車站結構
以前曾為對向式月台2面2線的地面車站，但舊下行月台已經封閉和拆去軌道，現時只限使用站舍側側式月台1面1線。

## 相鄰車站
東海旅客鐵道
 高山本線
飛驒細江－角川－坂上